# Carl-Christian Elze

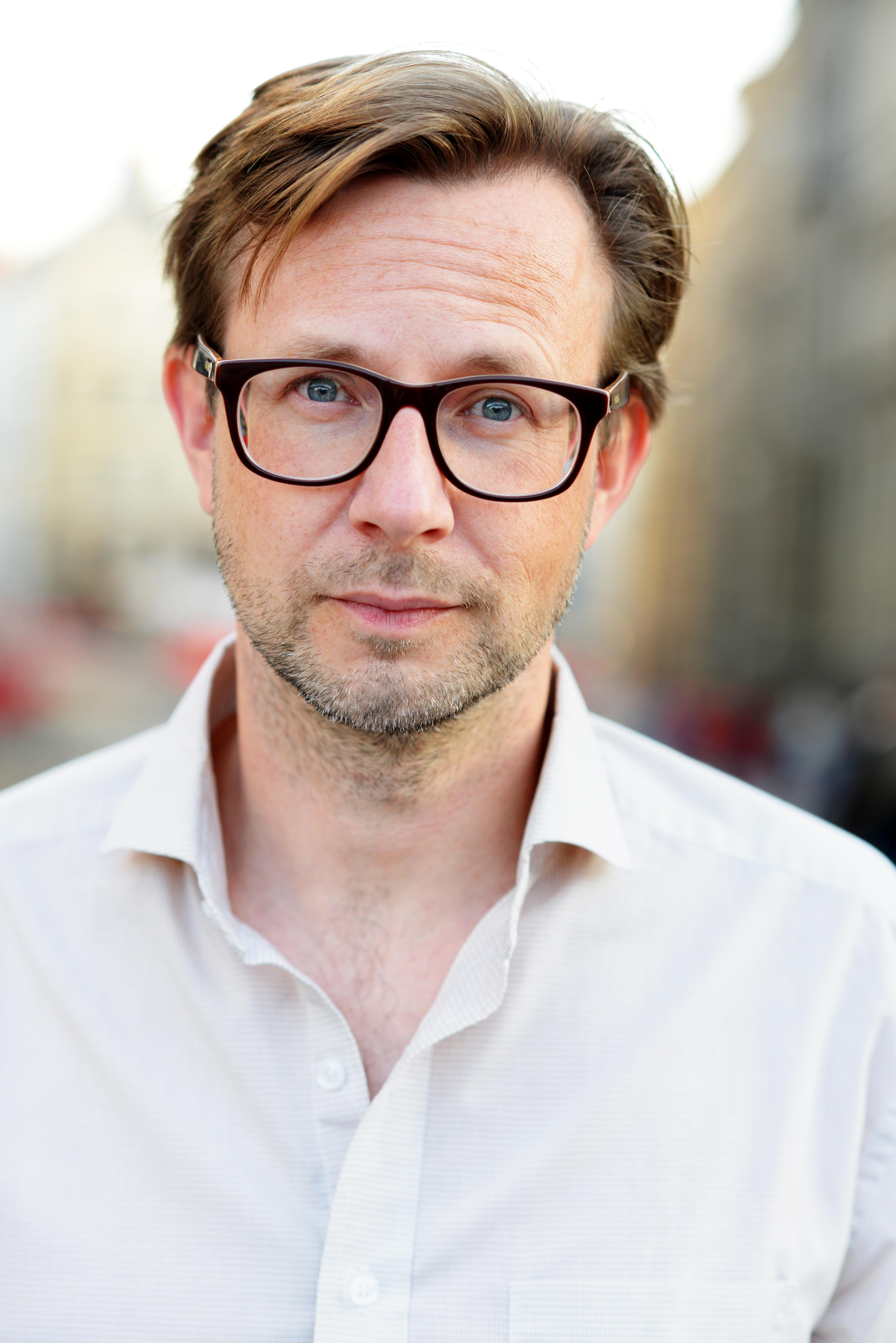
Carl-Christian Elze (2015)

Carl-Christian Elze (* 26. April 1974 in Berlin) ist ein deutscher Schriftsteller.

## Leben und Werk
Carl-Christian Elze wuchs in Leipzig als Sohn von Karl Elze, dem Tierarzt des dortigen Zoos auf. Er studierte drei Semester Medizin, später Biologie und Germanistik an der Universität Leipzig. Danach absolvierte er ein längeres Praktikum im Berliner Zoo. Von 2004 bis 2008 studierte Elze neben seiner Lehrtätigkeit an der Henriette-Goldschmidt-Schule am Deutschen Literaturinstitut Leipzig. Von 2002 bis 2009 gab er zusammen mit Thomas Siemon, Anja Kampmann, Katharina Bendixen und Christian Kreis die Literaturzeitschrift plumbum heraus. Er schreibt Lyrik, Prosa, Drehbücher und Libretti. 
Carl-Christian Elze betreibt zusammen mit Janin Wölke, Sibylla Vričić Hausmann, Udo Grashoff und Christian Kreis die Leipziger Lesereihe niemerlang.
2023 war er Dresdner Stadtschreiber.
Er ist Mitglied im PEN-Zentrum Deutschland. 
Elze lebt in Leipzig.

## Einzeltitel
- panik/paradies. Gedichte. Verlagshaus Berlin, Berlin 2023, ISBN 978-3-910320-01-7.
- Freudenberg. Roman. Edition Azur, Dresden 2022, ISBN 978-3-942375-54-2.
- Poesiealbum 353. Märkischer Verlag Wilhelmshorst 2020
- langsames ermatten im labyrinth. Gedichte. Verlagshaus Berlin, Berlin 2019, ISBN 978-3-945832-28-8.
- diese kleinen, in der luft hängenden, bergpredigenden gebilde. Gedichte. Verlagshaus Berlin, Berlin 2016, ISBN 978-3-945832-14-1.
- Aufzeichnungen eines albernen Menschen. Erzählungen. Verlagshaus J. Frank, Berlin 2014.
- ich lebe in einem wasserturm am meer, was albern ist. Gedichte. luxbooks Verlag, Wiesbaden 2013.
- olsztyn-allenstein-express. Gedichte. heinemann presse von Silke Konschak, Berlin 2012.
- gänge. Gedichte. Connewitzer Verlagsbuchhandlung, Leipzig 2009.
- stadt/land/stopp. Gedichte. Mitteldeutscher Verlag, Halle 2006.

## Anthologien (Auswahl)
- Christoph Buchwald, Ulrike Almut Sandig (Hrsg.): Jahrbuch der Lyrik 2017, Schöffling & Co., Frankfurt am Main 2017, ISBN 978-3-89561-680-8
- Lied aus reinem Nichts. Deutschsprachige Lyrik des 21. Jahrhunderts. Michael Braun/Hans Thill (Hg.), Verlag Das Wunderhorn, Heidelberg 2010.
- Es gibt eine andere Welt. Neue Gedichte. Eine Anthologie aus Sachsen. Andreas Altmann/Axel Helbig (Hg.), poetenladen, Leipzig 2010.
- Die Schönheit ein deutliches Rauschen. Ostseegedichte. Ron Winkler (Hg.), Connewitzer Verlagsbuchhandlung, Leipzig 2010.
- Nachdenken über Leipzig. Hundert Essays. Leipziger Verlags- und Druckereigesellschaft mbH & Co. KG, Leipzig 2009.
- Lyrik von Jetzt 2. Björn Kuhligk/Jan Wagner (Hg.), Berlin Verlag, Berlin 2008.
- Jahrbuch der Lyrik 2008/2009. S. Fischer Verlag, Frankfurt am Main 2008, 2009.
- Jahrbuch der Lyrik 2012/2013. DVA, München 2011, 2013.
- Neubuch. Neue junge Lyrik. Ron Winkler (Hg.), yedermann Verlag, München 2008.
- Luft unter den Flügeln. Der Irseer Pegasus. Ein Lesebuch. Klöpfer & Meyer, Tübingen 2008.